# Bruna Baglioni
Bruna Baglioni (Frascati, 8 aprile 1947) è un mezzosoprano italiano.

## Biografia
Bruna Baglioni Costantini ha iniziato la sua carriera nel 1965 cantando nel concerto di chiusura del XXIV Concorso Nazionale di canto lirico al Teatro La Fenice di Venezia e poi nell'ambito del Teatro lirico sperimentale "Adriano Belli" di Spoleto nel 1971, al Festival dei Due Mondi nel ruolo dell'Ostessa nel Boris Godunov di Modest Mussorgskij.
Il suo primo ruolo protagonista è Leonora di Guzman ne La favorita di Gaetano Donizetti, opera che ha debuttato al Teatro comunale (Bologna) nel 1974 diretta da Francesco Molinari Pradelli e con un cast composto da Luciano Pavarotti e Renato Bruson.
L'opera La Favorita l'ha fatta conoscere nei principali Teatri, tra cui il Teatro alla Scala di Milano (1974), dove ha interpretato anche ruoli principali quali: Ulrica in Un ballo in maschera (1975), Santuzza in Cavalleria Rusticana (1981) e Adalgisa nella Norma (1975). Come Adalgisa, nel 1974, ha cantato con Montserrat Caballé al Teatro Bol'šoj di Mosca.
Dal 1972 al 1978 ha cantato in diciotto recite al Gran Teatro La Fenice di Venezia interpretando: Amneris in Aida, la nutrice di Ksenia nel Boris Godunov e Sicle ne L'Ormindo.
Dal 1972 al 1979 ha preso parte a ventuno rappresentazioni al Teatro Verdi (Trieste) interpretando i ruoli di Amneris in Aida, la nutrice di Ksenia nel Boris Godunov, La Cieca ne La Gioconda ed Olga nell'Eugenio Onieghin.
Il ruolo di Amneris dell'Aida di Giuseppe Verdi sarà quello che la renderà famosa in tutto il mondo. L'Arena di Verona è il luogo in cui il mezzosoprano ha cantato più volte nella sua carriera artistica questo ruolo, dal 1976 al 2001. In questo Anfiteatro la Baglioni ha ricoperto altri ruoli. Tra questi Santuzza in Cavalleria rusticana, Preziosilla in La forza del destino e la Principessa di Eboli del Don Carlo. Maria Dragoni, che ha cantato spesso con lei in Aida, Il trovatore e nel Don Carlo del 1992, in quest'ultima opera scrive: "Bruna Baglioni è stata una forte Eboli, buone le sue incursioni acute e gravi." Ancora oggi sul sito web della Fondazione Arena di Verona è disponibile la sua interpretazione di Fenena nel Nabucco con Renato Bruson, Ghena Dimitrova, Ottavio Garaventa, Dimiter Petkov nel 1981. Con lei come Amneris i complessi dell'Arena hanno presentato in Egitto l'Aida a Luxor, l'antica Tebe (sito archeologico) egiziana, in prossimità del Grande tempio di Amon, nel 1987 con mille comparse.
Nel 1973 è l'ostessa in Boris Godunov al Teatro alla Scala di Milano. Alla Scala il mezzosoprano ha interpretato anche (oltre a Leonora di Guzman ne La favorita) la vecchia Buryja in Jenůfa nel 1974, Ulrica in Un ballo in maschera ed Adalgisa in Norma nel 1975, Duchessa Federica in Luisa Miller nel 1976 e Santuzza in Cavalleria rusticana nel 1981.
Al Teatro Regio (Parma) è Carlotta nel Werther nel 1974 e La Principessa di Bouillon della Adriana Lecouvreur nel 1981. Nel 1990 è Azucena ne Il trovatore al Regio di Parma.
Al Teatro di San Carlo a Napoli nel 1978 è Adalgisa in Norma e nel 1987 Amneris.
Al Gran Teatre del Liceu di Barcellona è Laura ne La Gioconda nel 1978 e La Gran Vestale ne La Vestale del 1982.
Al Regio di Torino è Amneris nel 1978, 1981, 1987, e nel 1990, Fenena nel Nabucco del 1983 e Laura ne La Gioconda nel 1988. Nel 1990 è: La Principessa Eboli e Santuzza (della sua interpretazione in Cavalleria Rusticana scrisse Giorgio Gualerzi su "Famiglia Cristiana" "... il temperamento di Bruna Baglioni, sorretto da una voce capace di guizzanti accensioni e di vibranti impennate,...").
Dal 1979 al 1982 ha calcato per diciotto volte il palcoscenico del Metropolitan Opera House di New York, interpretando Laura nella Gioconda con Carlo Bergonzi, Grace Bumbry, Giuseppe Patanè, Santuzza nella Cavalleria Rusticana, la Principessa Eboli del Don Carlo e Dalila nel Samson et Dalila.
Dal 1982 al 1986 ha partecipato a dodici rappresentazioni al Wiener Staatsoper ricoprendo i ruoli di Laura in La Gioconda, la Principessa Eboli nel Don Carlo ed Amneris in Aida.
Nel 1982 è Leonora al Teatro Gaetano Donizetti di Bergamo.
Nel 1985 ha interpretato la Principessa Eboli nel Don Carlo al Royal Opera House di Londra con Ileana Cotrubaș, Luis Lima, Giorgio Zancanaro, Robert Lloyd, Joseph Rouleau, Matthew Best diretta da Bernard Haitink e la regia di Luchino Visconti. La ripresa londinese è stata trasmessa su Rai 3 nel 1987 ed è disponibile un DVD. Sempre nel 1985 partecipa ad un concerto allo scopo di raccogliere fondi per i terremotati del Messico al Teatro Petruzzelli di Bari, assieme a Plácido Domingo, Katia Ricciarelli, Justino Díaz, Grace Bumbry in una serata presentata da Franco Zeffirelli e Pippo Baudo.
Nel 1986 debutta Fedora (opera) al Teatro Filarmonico (Verona). Dell'evento scrisse Angelo Foletto un articolo su la Repubblica dal titolo "La bella Fedora esce dal buio: così trionfa una protagonista": "Bruna Baglioni è stata Fedora con un'autorità emozionante. Bella, fredda poi appassionata, tormentata poi nuovamente riappacificata. Sempre però un'interprete di Fedora, con quel giusto distacco che la cornice scenica già imponeva a priori sottraendo allo spettacolo qualsiasi appiglio realistico o di attrezzeria."
Nel 1987 Azucena al Teatro Ponchielli di Cremona.
Nel 1988 è Laura in La Gioconda all'Arena di Verona.
Nel 1989 è La Principessa Eboli al Teatro Comunale di Bologna. Dell'evento scrisse Angelo Foletto su la Repubblica: ..."era incorniciato in prestazioni d'antico professionismo. Come quella catturante di Bruna Baglioni, Eboli d'eccellente luminosità vocale e gran temperamento,...".
Nel 1990 è: Amneris a Montreal con settecento comparse; la Principessa nell'Adriana Lecouvrer al Nationaltheater di Monaco; Adalgisa al Teatro Amilcare Ponchielli di Cremona. Della sua Adalgisa in Norma al Teatro Grande di Brescia ha scritto Mario Conter sul Giornale di Brescia: "Bruna Baglioni timbro accattivante, emissioni regolari, è stata un'accattivante Adalgisa sia nel canto che nell'azione scenica". Ed ancora Marco Bizzarini su La Gazzetta di Brescia: "Bruna Baglioni ha dato vita con la protagonista a una meravigliosa esecuzione del duetto "Mira, o Norma" nel secondo atto. Esemplare anche la caballetta "Si, fino all'ore".
Nel 1991 è Amneris al Festival di Caracalla, l'appendice estiva del Teatro dell'Opera di Roma alle Terme di Caracalla con oltre cinquecento comparse. Dell'evento scrisse Landa Ketoff su la Repubblica: "Degli interpreti, brave ed efficaci le due protagoniste, Maria Chiara (Aida) e Bruna Baglioni (Amneris). Nel quarto atto sia Amneris che Aida sono riuscite a creare un clima di grande emozione, l'una benissimo esprimendo il disperato rimorso, l'altra, con splendide mezze voci, il dolore per l'addio alla vita ma anche la tenerezza verso l'amato."
Nel 1992 è Charlotte nel Werther ed Amneris al Teatro Politeama Greco di Lecce. È Laura ne La Gioconda al Teatro dell'Opera di Roma e al Nationaltheater, Mannheim, Germania.
Nel 1993 partecipa una serata di beneficenza per i bambini dell'ex Jugoslavia a Roma al Teatro Valle con Daniela Dessì, Giuseppe Giacomini, Dolora Zajick, Vladimir Černov e Raffaele Paganini.
Nel 1994 è Amneris a Luxor, Monaco di Baviera e Stoccarda.
Nel 1995 è Amneris a Basilea (Svizzera) e Fenena all'Olympiahalle di Monaco (Germania).
Nel 1996 è Amneris nell'Aida alla Plaza de Toros de Las Ventas di Madrid (con mille comparse) davanti a quasi diciassettemila spettatori e con la presenza del premier José María Aznar e del principe Felipe.
Nel 1997 l'artista vince il Premio Internazionale "Carlo Alberti Cappelli" di Rocca San Casciano (FO) dedicato ad illustri protagonisti del teatro musicale. È Amneris a Luxor.
Nel 1998 è Amneris a Trapani per il Luglio Musicale Trapanese.
Nel 1999 è Amneris a Luxor,in Egitto.
Nel 2000 è Preziosilla ne La forza del destino a Piazza della Loggia di Brescia, con Kristján Jóhannsson (Alvaro), Bonaldo Giaiotti (Padre Guardiano) ed Alfredo Mariotti nel ruolo di Melitone.
Nel 2001 è Amneris al Teatro Mediterraneo di Foggia ed interpreta Azucena ne Il Trovatore a Brescia. Dell'evento scrisse Fulvia Conter sul Giornale di Brescia "V'era poi quella gran professionista che è Bruna Baglioni, una bella Azucena temperamentosa e ancor piena di grinta, sempre capace di rubare la scena." È Amneris a Giza, in Egitto.
Nel 2001 è Amneris all'Arena di Verona con regia di Pier Luigi Pizzi.
Nel 2002 è Carmen a Massa Marittima e prende parte alla rassegna Taormina Opera Festival al Teatro antico di Taormina, cantando in un gala lirico ed interpretando il ruolo di Santuzza in Cavalleria Rusticana.
Nel 2004 è Azucena ne Il trovatore a Massa Marittima. È membro di giuria dell'undicesima edizione del Concorso Internazionale Giuseppe Di Stefano "I Giovani e l'Opera" organizzato dall'ente Luglio Musicale Trapanese.
Nel 2006 è presidente della giuria alla quarta edizione del Concorso lirico Internazionale Giovanni Martinelli (tenore) - Aureliano Pertile di Montagnana (PD).
Nel 2009 è membro della giuria del concorso internazionale Vincenzo Bellini di Caltanissetta.
A dicembre 2009 è Azucena al Teatro Ventidio Basso di Ascoli Piceno.
Nel 2010 è membro della commissione della prima edizione del Concorso Internazionale Simone Alaimo - Il bel Canto nella Valle dei Templi a Villabate (Pa).
Nel 2011 è membro di commissione per il casting di Aida di G. Verdi per l'Istituto Internazionale dell'Opera e la Poesia e la Fondazione Arena di Verona (dicembre 2011).
Nel 2013 è membro di giuria al Maria Callas international Competition di Sao Paulo e Jacarei in Brasile (aprile 2013) e all'Elena Nicolai Competition in Bulgaria (novembre 2013).
Nel 2015 è membro di giuria al Concorso Salvatore Licitra di Cinisello Balsamo (Mi).
A Novembre 2016 interpreta il ruolo di Ulrica in Un Ballo in Maschera presso l'Ente De Carolis di Sassari diretta da Myron Michailidis e per la regia di Pier Francesco Maestrini.
Oggi l'artista si dedica principalmente all'insegnamento della tecnica vocale e dell'interpretazione scenica per giovani cantanti lirici, privatamente, presso Accademie e con masterclass in Italia e nel mondo, negli Stati Uniti, Brasile, Germania, Bulgaria, Corea del Sud, Giappone, Cina, Turchia, Romania.
Si ricordano il Cantiere Lirico di Pietro Mascagni al Teatro Goldoni di Livorno 2012 e dicembre 2013 (su Cavalleria Rusticana/Parisina), a Pravets, al Bulgaria Festival Mozart 2014, quelle per il Teatro Grande di Brescia e la Festa dell'Opera (settembre 2015 e luglio 2016), a San Paolo in Brasile al Teatro Sao Pedro (2009, 2013, 2015), il corso preparatorio al debutto accanto al pianista Sergio La Stella presso l’Accademia Ariadimusica di Roma (febbraio/ marzo 2016), masterclass patrocinate dal Comune di Frascati (RM) dal 2009 al 2019, presso l’Opera Nazionale Romena di Bucarest (gennaio 2017), ad Atene per l'Istituto italiano di cultura e Heritage Museum (ottobre 2017), e all'Opera di Stara Zagora - Bulgaria (dicembre 2017), Laboratorio Lirico Effetto Eco 2019 accanto al regista Gianmaria Aliverta a Venaus, Piemonte.
È inoltre spesso parte delle giurie in concorsi internazionali, tra i quali: il Luciano Neroni di Ripatransone 2019 - quello in onore di Salvatore Licitra ottobre 2015, Cinisello Balsamo (MI), Maria Callas international Competition di Sao Paulo e Jacareí in Brasile (aprile 2013), Elena Nicolai Competition in Bulgaria (novembre 2013), for il casting di Aida di Verdi per l'Istituto Internazionale dell'Opera e la Poesia e la Fondazione Arena di Verona (dicembre 2011), il concorso internazionale G. Di Stefano dell’Ente Luglio Musicale Trapanese (2006/2007).

## Repertorio
| Ruolo                   | Titolo               | Autore      |
| ----------------------- | -------------------- | ----------- |
| Adalgisa                | Norma                | Bellini     |
| Carmen                  | Carmen               | Bizet       |
| Principessa di Bouillon | Adriana Lecouvreur   | Cilea       |
| Giovanna Seymour        | Anna Bolena          | Donizetti   |
| Leonora de Guzman       | La favorita          | Donizetti   |
| Fedora                  | Fedora               | Giordano    |
| Nonna Buryjovka         | Jenůfa               | Janáček     |
| Santuzza                | Cavalleria rusticana | Mascagni    |
| Charlotte               | Werther              | Massenet    |
| La nutrice L'ostessa    | Boris Godunov        | Musorgskij  |
| La Cieca Laura Adorno   | La Gioconda          | Ponchielli  |
| Dalila                  | Samson et Dalila     | Saint-Saëns |
| La Gran Vestale         | La Vestale           | Spontini    |
| Fenena                  | Nabucco              | Verdi       |
| Federica                | Luisa Miller         | Verdi       |
| Azucena                 | Il trovatore         | Verdi       |
| Ulrica                  | Un ballo in maschera | Verdi       |
| Preziosilla             | La forza del destino | Verdi       |
| Principessa d'Eboli     | Don Carlo            | Verdi       |
| Amneris                 | Aida                 | Verdi       |

## Discografia (selezione)
- Giuseppe Verdi - Nabucco (Renato Bruson, Ghena Dimitrova, Ottavio Garaventa, Dimiter Petkov - Orchestra e Coro dell'Arena di Verona, Maurizio Arena - DVD Warner Music Vision, 1981)
- Giuseppe Verdi - Don Carlo (Giorgio Zancanaro, Ileana Cotrubaș, Luis lima, Robert Lloyd - Orchestra e Coro del Royal Opera House di Londra, Bernard Haitink - Regia di Brian Large - DVD BBC, 1985)
- Leoš Janáček - Jenufa (Magda Olivero, Grace Bumbry - Orchestra e Coro del Teatro alla Scala di Milano, Jerzy Semkow - Myto, 1974)
- Giuseppe Verdi - Luisa Miller (Luciano Pavarotti, Piero Cappuccilli, Montserrat Caballé - Orchestra e Coro del Teatro alla Scala di Milano, Gianandrea Gavazzeni - Myto, 1976)
- Modest Petrovič Musorgskij - Boris Godunov (Ruggero Raimondi, Alfredo Mariotti, Giorgio Zancanaro - Orchestra e Coro del Teatro La Fenice di Venezia, Jerzy Semkov - Mondo Musica, 1972)
- Amilcare Ponchielli - La Gioconda (Grace Bumbry, Carlo Bergonzi - Orchestra e Coro del Metropolitan Opera House di New York, Giuseppe Patanè- Gala, 1979)